# Karl-Heinz Danielowski
Karl-Heinz Danielowski (Sülldorf, 31 marzo 1940) è un ex canottiere tedesco.

## Palmarès

### Olimpiadi
- 1 medaglia:
  - 1 oro (Montréal 1976 nell'otto)

### Mondiali
- 1 medaglia:
  - 1 argento (St. Catharines 1970 nel quattro con)

### Europei
- 2 medaglie:
  - 2 ori (Amsterdam 1964 nel due con; Mosca 1973 nell'otto)